# Responsabilité sociale
 (mai 2021).
Si vous disposez d'ouvrages ou d'articles de référence ou si vous connaissez des sites web de qualité traitant du thème abordé ici, merci de compléter l'article en donnant les références utiles à sa vérifiabilité et en les liant à la section « Notes et références ».
Ne doit pas être confondu avec Responsabilité sociétale.
La responsabilité sociale est un concept qui est défini par l'influence des décisions dans la société.[pas clair] Elle se rapporte généralement aux conséquences potentielles résultant des actions ou de l'inaction des individus, organisations ou entreprises. 

## Caractéristiques
Le champ de cette responsabilité est celui du développement soutenable, et de l'éthique, incluant donc des aspects sociaux, environnementaux, culturels, mais aussi économiques. Une personne, une organisation ou une entreprise peuvent mettre en œuvre des initiatives visant à prévenir ou à corriger des dysfonctionnements, et à mesurer leurs actions en la matière. Selon Michel Ogrizek,  l'émergence de cette notion est liée à celle de la notion de risque dans un contexte de mondialisation et de questionnement quant à la surexploitation des ressources naturelles. Parmi les exemples fréquemment évoqués, on note celui de la responsabilité des entreprises en matière de travail des enfants, qui est une des dimensions du commerce éthique ; ou celui de l'attitude des entreprises face à la santé de leurs collaborateurs.
Pour Hans Jonas la responsabilité est une vertu sociale qui serait une sorte d'injonction volontairement acceptée (par altruisme ou égoïsme bien compris) et qui pourrait se traduire sur le modèle de l'impératif kantien comme  : « agit de manière que les effets de tes actions soient compatibles avec la permanence d'une vie humaine authentique sur Terre ». Le dit impératif est connu comme "principe de responsabilité" qui prend une grande importance dans le champ du développement durable et de l'environnement qui prennent en compte les ressources plus ou moins renouvelables liées à l'écologie (ce qui signifie que la responsabilité environnementale est une forme de responsabilité sociale).

## Histoire
Le concept a ses origines dans le principe de responsabilité développé par le philosophe prussien Emmanuel Kant. Selon lui, elle est une vertu individuelle de conception consciente des conduites personnelles de vie. 
En 1953, le livre Social responsibility of the businessman publié par l’économiste américain Howard Bowen a été l’un des premiers à aborder la question de la responsabilité sociale.

## Dimensions
Du point de vue de l'organisation sociale, la responsabilité sociale diffère de la responsabilité juridique pour manquer d'un processus institutionnalisé d'adjudication et de jugement ; il n'existe pas de tribunaux spécialisés pour juger de la responsabilité sociale, qui n'est par ailleurs encore que très rarement prévue dans des normes juridiques malgré les engagements pris par les états au Sommet de la Terre de Rio en juin 1992.
La responsabilité sociale diffère aussi de la responsabilité politique parce qu'elle ne se limite pas à l'évaluation de l'exercice du pouvoir (puissance) à travers une autorité étatique (Cette responsabilité est souvent exercée par des individus dans leur vie privée et des groupes dans la vie professionnelle). Néanmoins certains groupes politiques attachent une importance particulière aux aspects sociaux de leurs programmes.
La responsabilité sociale d'investisseurs et d'entreprises est un sujet d'intérêt croissant, puisque devant l'éloignement entre les premiers et les sociétés affectées par sa conduite dans le contexte de la globalisation économique sont de moins en moins effectives les formes antérieures de responsabilisation (comme le patriotisme économique d'investisseurs et d'entrepreneurs ou les contrôles juridiques et les hommes politiques internes d'un pays).

## Critiques
Le concept de responsabilité sociale peut aussi être vu comme une sorte de cheval de Troie posé par ceux qui appellent à davantage de réglementation publique non pas par des soucis dits « éthiques », mais souvent se basant sur des préjugés, ou voulant cacher des ambitions protectionnistes afin de garder des positions privilégiées dans le marché (cartellisation se servant de la notion de responsabilité sociale de l'entreprise). À l'inverse, le concept est soupçonné d'être utilisé par de grands groupes industriels comme instrument marketing pour se donner une image positive sur leur marché. Ces deux ambiguïtés se fondent sur une vision totalitaire de la responsabilité : « chacun est responsable de tout devant tous » (Dostoïevski). 
Dans une vision plus post-moderne, la responsabilité consiste à prendre sa place dans l’ordre qui est le sien. C’est ce que personne ne peut faire à votre place. La responsabilité c’est ce qui ne se délègue pas" (Comte-Sponville, 2002). La place unique de l'entreprise est alors au centre de ses relations à ses parties prenantes (stakeholders en anglais). La responsabilité sociale devient dans ce contexte une sorte de contrat psychologique entre l'entreprise et ses collaborateurs d'une part (contrat psychologique), l'entreprise et la société d'autre part (rôle social).